# Chó chăn cừu Laekenois
Chó chăn cừu Bỉ Laekenois (tên khác Chien de Berger Belge) là một giống chó chăn gia súc
có nguồn gốc từ Bỉ. Chúng là giống chó hiếm nhất trong bốn giống chó chăn cừu của nước Bỉ.

## Tổng quan
Giống chó Laekenois có bộ lông thô ráp, xù xì, màu nâu vàng, được đọc là Lak-in-wah. Ngoài ra, hiện nay trên thế giới còn có một số loài chó đều cùng giống này, song chúng có tên gọi khác đó là loài Groenendael (lông dài, màu đen, đọc là Gow-en-en-doll, loài Malinois (lông ngắn, màu gỗ dụ - nâu vàng, đọc là Maal-in-wah) và loài Tervuren (lông dài màu gỗ gụ - nâu vàng hoặc xám với mặt nạ đen trên mặt, đọc là Terv-yer-en). Ở Mỹ, kể từ năm 1959, cơ quan đăng ký AKC lại công nhận các loài gồm Groenendael, Malinois và Tervuren là những giống chó riêng biệt, họ không công nhận tất cả đều cùng một giống với giống chó Laekenois.
Ngược lại, cơ quan đăng ký UKC lại cho rằng cả bốn loài chó kể trên đều cùng một giống. Nhiều loài chó chăn cừu Laekenois đã được phát triển để trở thành chó canh gác, bảo vệ các cánh đồng ở Antwerp, nơi mà những cây lanh tươi xanh đã bị bạc màu dưới nắng gắt và mưa gió. Trong triều đại của nữ hoàng Marie Henriette, giống này là chó chăn cừu. Tuy nhiên, ngày nay chúng ít phổ biến nhất trong bốn giống chó chăn cừu của nước Bỉ. Tất cả những giống chó chăn cừu Bỉ đều phát triển từ giống chó làm việc khoẻ mạnh, thích hợp với những cánh đồng.
Laekenois là giống chó chăn cừu nước Bỉ rất hiếm và rất thông minh. Ngoài việc chăn gia súc, chúng còn được sử dụng trong viêc bảo vệ và buộc thực thi pháp luật; dò tìm khí đốt (gas), bom mìn và ma tuý, tìm kiếm và cứu hộ. Giống chó này biết vâng lời, có thể dùng để chạy xe trượt tuyết, giúp người lớn tuổi và người bị bệnh tật không còn khả năng sử dụng chân tay. Nếu được cho làm quen với người, vật nuôi và huấn luyện kỹ, giống chó dồi dào sinh lực này sẽ là người bầu bạn tốt và là giống chó nhà bầu bạn khá lý tưởng. Ngày nay, phần lớn loài chó Groenedael và Tervuren của nước Bỉ được nuôi để làm bầu bạn trong gia đình, còn loài Laekenois và Malinois lại được sử dụng làm chó bảo vệ.

## Đặc điểm

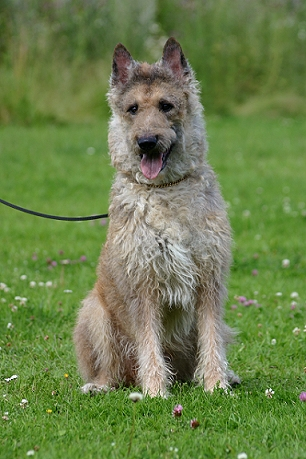

Xét về thân hình và kích cỡ thì giống chó Laekenois tương tự như giống chó County Bỉ. Chó đực cao từ 61– 66 cm, chó cái cao 56 – 61 cm, cân nặng 24 – 29 kg. Thân hình vững chắc, mắt nhỏ, đầu và mõm có lông tua ra trông như phủ len bờm xờm. Thân sau cuồn cuộn bắp, song trông không nặng nề. Ngực rộng hoặc hẹp nhưng sâu, vươn tới hai khuỷu chân. Hai chân trước thẳng, song song nhau.
Đuôi dài vươn tới ít nhất là khuỷu chân sau. Mõm thon, hơi nhọn một chút. Hộp sọ phẳng. Mũi đen, đôi mắt khép kín. Răng chúng sắc nhọn. Bộ lông của giống chó này lạ. Màu lông của chúng nằm trong phạm vi từ nâu vàng nhạt đến màu gỗ gụ với một mảng lông đen chung quanh mõm. Bộ lông xù xì này có thể dài trên 5 cm. Đôi mắt và lông viền mắt màu sậm tương phản với màu lông nhạt ở những nơi khác. Lông đuôi rậm.
Tuổi thọ chúng khoảng 12 – 14 năm. Lứa đẻ trung bình từ 6 – 10 con. Sức khoẻ của giống chó này tốt và chịu đựng gian khổ dẻo dai này không cần mối bận tâm lớn nào về sức khoẻ. Chỉ có vài vấn đề thứ yếu như dị ứng da, rắc rối về mắt, tính rụt rè quá mức, đôi khi bị bệnh về hông và khuỷu chân. Nếu được huấn luyện kỹ, giống chó Laekenois Bỉ sẽ thích nghi với căn hộ. Chúng hoạt động trung bình khi ở trong nhà và năng động nhất trong sân rào có diện tích từ trung bình trở lên. Giống chó này thích khí hậu mát mẻ nhưng cũng chấp nhận những loại khí hậu khác. Chúng có thể sống ngoài trời.

## Tập tính
Giống Belgian Laekenois rất tinh ranh và biết vâng lời chủ. Chúng có bản năng cảnh giác, bảo vệ lãnh thổ một cách quyết liệt. Một vài con nhút nhát và dễ bị tổn thương. Giống chó này cần hoà nhập với xã hội con người ngay từ nhỏ. Chúng mạnh mẽ song không hung dữ. Để huấn luyện chúng, phải là một người chủ giàu kinh nghiệm. Nếu khắt khe hay độc đoán, chúng sẽ không hợp tác.
Giống chó Laekenois bảo vệ theo bản năng, Giống chó chăn cừu Bỉ có thể biểu lộ bản năng chăn dắt như rượt đuổi, chạy vòng tròn và hoạt động hàng giờ. Chúng có thể cào cấu giày của chủ hay người khác. Chúng cần được huấn luyện và hoà nhập vào xã hội ngay từ nhỏ. Người nuôi cần giúp chúng thích nghi với cuộc sống con người ngay từ lúc chúng mới lọt lòng. Giống chó này làm việc tốt và biết nghe theo lệnh điểu khiển của chủ trong các cuộc thi đấu. Chúng là giống chó bảo vệ và làm chó cảnh sát rất tốt.
Đây là loại công việc chính hiện nay chúng đang đảm nhận. Tuy nhiên, chúng cũng là giống chó cưng xuất sắc. Với bản tính thận trọng, cảnh giác và trung thành, chúng là người đáng yêu đối với con người. Chó chăn cừu Bỉ tốt với trẻ con nếu được huấn luyện và hoà nhập vào xã hội con người. Giống chó Laekenois có thể trở thành là một thành viên của gia đình, không nên nhốt chúng trong chuồng. Chúng cần nhiều sự chăm sóc, huấn luyện và bầu bạn. Nếu bị mọi người trong nhà phớt lờ, chúng sẽ tự tìm cách giải trí và biết đâu người chủ sẽ phải tốn chi phí cho những trò chơi của chúng. Giống chó Laekenois Bỉ dồi dào sinh lực, chúng cnầ một công việc để làm. Nếu công việc đó có tính chất săn đuổi với tốc độ cao thì chúng càng thích. Cẩn thận khi cho chúng làm quen với những thú nuôi nhỏ khác.
Nhìn chung, giống chó này rất tốt với trẻ con, nhưng chúng có thể thống trị những con chó khác. Tuy nhiên, chúng sẽ không tỏ ra kể cả với lũ mèo và vật nuôi khác nếu tạo điều kiện giúp chúng thích nghi với các thú cưng trong nhà. Do đó, chúng cần người chủ có nhiều kinh nghiệm để kiểm soát chúng. Nếu biết cách, sẽ điều khiển chúng dễ dàng. Có thể có sự khác biệt trong bản tính của từng con. Trước khi mua một con chó thuộc giống này nên trò chuyện với chủ của nó. Đây là giống chó làm việc, quen với cuộc sống năng động ngoài trời. Vì thế, chúng cần được tập luyện nhiều. Tốt nhất là có dây xích cổ chúng rồi đưa chúng ra những nơi rộng lớn, an toàn.